# Gymnostachyum simplicicaule
Gymnostachyum simplicicaule är en akantusväxtart som beskrevs av C. B. Cl.. Gymnostachyum simplicicaule ingår i släktet Gymnostachyum och familjen akantusväxter. Inga underarter finns listade i Catalogue of Life.